# Чертков, Леонид Натанович
Леони́д Ната́нович Чертко́в (14 декабря 1933, Москва — 28 июня 2000, Кёльн) — русский поэт, прозаик, историк литературы, переводчик, редактор, педагог.

## Биография
Родился в еврейской семье. Отец — кадровый военнослужащий Натан Александрович Чертков. Учился в Московском библиотечном институте (1952—1956), возглавлял домашний поэтический кружок Мансарда, куда входили Г. Андреева, С. Красовицкий, В. Хромов, А. Сергеев, Н. Шатров.
В 1957 году был осуждён на 5 лет по статье 58.10 («Антисоветская агитация и пропаганда»). Срок отбывал в Дубравлаге (Мордовская АССР). В годы заключения публиковался в самиздате. В лагере познакомился с художником Родионом Гудзенко и поэтом Михаилом Красильниковым.
Освобождён в январе 1962 года, жил в Москве, работал в ФБОН, дружил с Д. Плавинским, Г. Айги, В. Козовым, Л. Турчинским.
С 1966 по 1974 год жил в Ленинграде. Заочно учился в Тартуском университете и Ленинградском педагогическом институте, который окончил в 1968 году. Занимался историей русской литературы, подготовил множество статей для «Краткой литературной энциклопедии», «Лермонтовской энциклопедии» и других изданий. Переводил английскую и американскую поэзию. Дружил с И. Бродским, Л. Лосевым, С. Довлатовым, К. Азадовским, Н. Котрелёвым, А. Лавровым. Бывал у А. Егунова, И. Лихачёва.
Жена (с 1966 по 1974, разведены) — Татьяна Никольская (род. 1945), литературовед. Написала воспоминания о своём муже.
В 1974 году эмигрировал. После эмиграции Черткова его статьи в 9-м томе Краткой литературной энциклопедии были напечатаны под псевдонимом «Л. Москвин».
Жил в Вене, преподавал в Тулузе, в 1980—1985 — в Кёльнском университете.
Под его редакцией были опубликованы сочинения К. Вагинова (Мюнхен, 1982), В. Нарбута (Париж, 1983). Публиковался в журналах Ковчег, Континент, Гнозис, Вестник РХД, газете Русская мысль, в 1990-е годы — в Новом литературном обозрении, Новом мире. В Германии и России вышло несколько книг его стихов.
Умер в библиотеке кафедры славистики Кёльнского университета от сердечного приступа. Похоронен на кладбище Зюдфридхоф.

## Книги
- Огнепарк. Кёльн, 1987
- Смальта. Кёльн, 1997
- Действительно мы жили как князья… М. 2001
- Стихотворения. М.: ОГИ, 2004. ISBN 5-94282-247-6